# 曇華院
曇華院（どんげいん）は、京都市右京区嵯峨にある臨済宗系単立の寺院（尼寺）。山号は瑞雲山。本尊は十一面観音。曇華院門跡とも呼ばれる。

## 歴史
14世紀後半、かつて以仁王が住んでいた三条東洞院（現・中京区）の高倉宮の跡地に、室町幕府第3代将軍足利義満の母・紀良子の母であり、また順徳天皇の孫・四辻宮尊雅王の子である智泉聖通尼が開山となって通玄寺が建立され、康暦2年（1380年）12月8日には仏殿の起工式が行われている。当院は、至徳2年（1385年）に、智泉聖通尼が自らの隠居場として通玄寺境内に塔頭・曇華庵として創建されたものである。
その後、通玄寺は義満によって京都尼五山の第3位に定められ、曇華庵には将軍家の息女が入室して通玄寺の住持などに就いていたが、通玄寺と曇華庵は応仁の乱の戦火によって焼失した。
文明17年（1485年）には築地塀の修造が行われている。また、応仁の乱の終結後には曇華庵は通玄寺を吸収合併して寺名を曇華院と改め、後に新たな本尊として恵心僧都源信の作という十一面観音を祀っている。
大永7年（1527年）3月3日に火災にあっている。天文21年（1552年）には後奈良天皇の皇女・聖秀尼が入寺している。
慶長8年（1603年）12月19日に火災によって焼失するが、徳川将軍家から684石の寺領が与えられている。
寛文年間（1661年 - 1673年）に後西天皇の皇女・大成聖安尼が入寺して中興し、宝永4年（1707年）に東山天皇から紫衣を賜っている。これにより尼寺として大聖寺や宝鏡寺と並ぶ特権を得ている。
宝永5年（1708年）3月8日の宝永の大火によって焼失するが、25世・聖祝尼が入寺して再建している。しかし、天明8年（1788年）1月30日の天明の大火でまたも焼失するが、その後再建されている。
文化4年（1807年）に「竹之御所」の号を勅許されたが、文政10年（1827年）に27世・秀峰尼が亡くなると以後は無住となった。
禁門の変の影響により元治元年（1864年）7月19日に発生したどんどん焼けによって焼失した。
1873年（明治6年）に46年間無住であった当院に28世・清山慈廉尼が入寺すると、勅命により現在地となる鹿王院の塔頭・瑞応院の跡地に移転して再興された。
太平洋戦争後の1951年（昭和26年）に臨済宗天龍寺派から独立している。
当院の東側には隣接して鹿王院がある。

## 境内
- 本堂
- 書院
- 庭園
- 茶室
- 鐘楼
- 庫裏
- 鎮守社
- 山門

## 所在地
- 京都府京都市右京区嵯峨北堀町25

## アクセス
- 京福電鉄 鹿王院駅より徒歩約2分。
- JR山陰本線（嵯峨野線） 嵯峨嵐山駅より徒歩約7分。
- 京都バス、京都市営バス下嵯峨バス停から徒歩5分。